# August von Bönninghausen

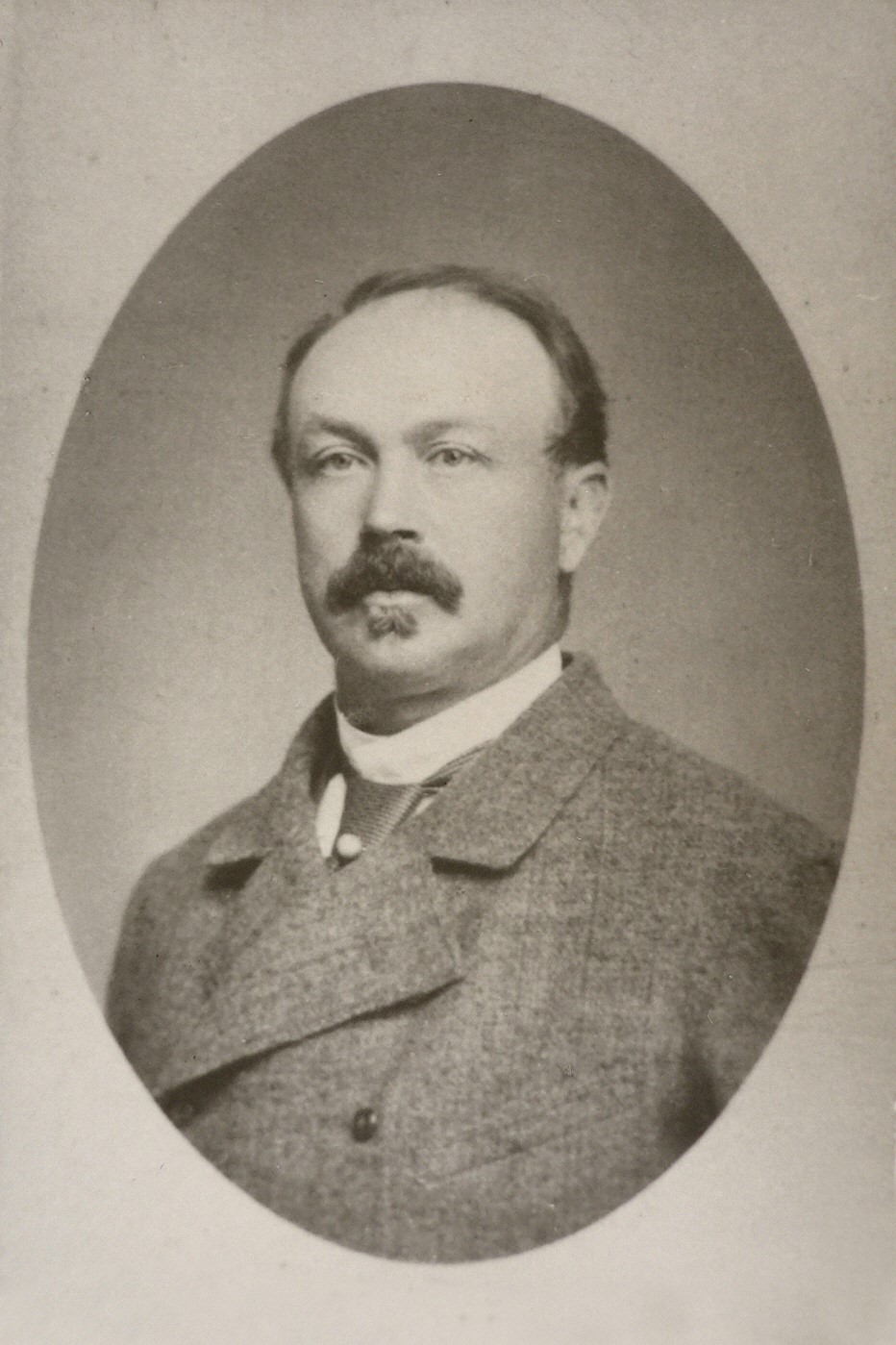
August v. Bönninghausen

August von Bönninghausen (* 24. Dezember 1831 in Münster; † 29. Dezember 1904 in Coesfeld) war ein deutscher Verwaltungsjurist und Landrat.

## Leben
In die  katholische Familie von Bönninghausen mit zehn Kindern geboren, wurde Bönninghausen in St. Lamberti (Münster) getauft. In der preußischen Provinz Westfalen beheimatet, studierte er nach dem Abitur am 22. August 1853 in Münster Rechtswissenschaft an der  Rheinischen Friedrich-Wilhelms-Universität Bonn, der  Friedrich-Wilhelms-Universität Berlin und der  Schlesischen Friedrich-Wilhelms-Universität Breslau. 1854 wurde er Mitglied der Corps  Saxonia Bonn und  Vandalia Berlin und 1856 Corpsschleifenträger der  Borussia Breslau. Die Prüfung zum Gerichtsreferendar bestand er am 6. April 1858 in Münster.
Wie schon sein Vater Clemens Maria Franz von Bönninghausen wurde er am 27. September 1867 kommissarisch, am 27. Januar 1868 endgültig zum dritten  Landrat des  Kreises Coesfeld ernannt. Über 36 Jahre blieb er bis zu seinem Tod im Amt. 1887 bis 1904 gehörte er für den Wahlkreis Coesfeld dem Provinziallandtag der Provinz Westfalen an.
Am 3. November 1869 heiratete er in Uerdingen Franziska Georgine Katharina von Beers.
Er war Geheimer Regierungsrat und nach Militärzeiten zwischen 1864 und 1868 Major  der Reserve.
Die Erhaltung seines Grabes in Coesfeld ist seit Jahrzehnten umstritten.